# 维莱弗朗克
维莱弗朗克（法語：Villers-Franqueux，法語發音：[vilɛʁ fʁɑ̃kø]）是法国马恩省的一个市镇，属于兰斯区。

## 地理
维莱弗朗克（49°19'41"N, 3°56'37"E）面积3.29 平方千米，位于法国大東部大區马恩省，该省份为法国东北部内陆省份，北起阿登省，西北接埃纳省，西南接塞纳-马恩省，南至奥布省，东南接上马恩省，东临默兹省。
与维莱弗朗克接壤的市镇（或旧市镇、城区）包括：埃蒙维尔、卢瓦夫尔、普永、蒂勒。

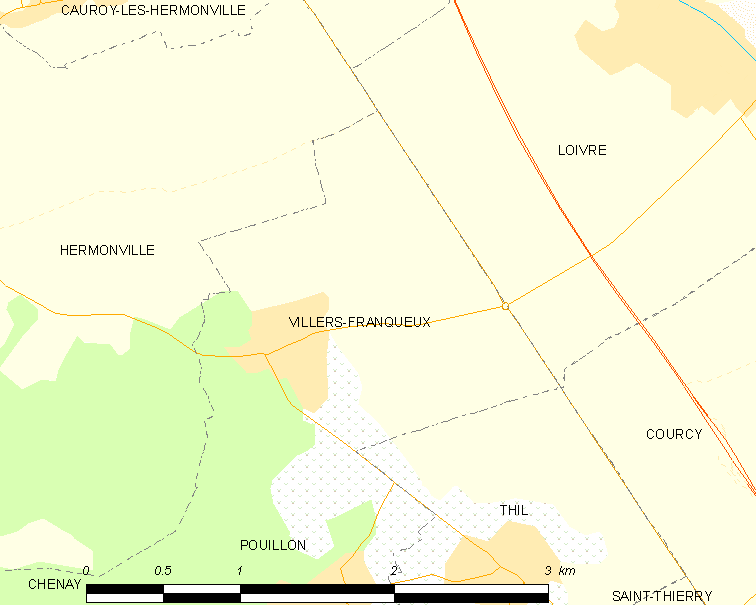
维莱弗朗克的OSM定位图

维莱弗朗克的时区为UTC+01:00、UTC+02:00（夏令时）。

## 行政
维莱弗朗克的邮政编码为51220，INSEE市镇编码为51633。

## 政治
维莱弗朗克所属的省级选区为勃艮第-弗雷讷县。

## 人口

1962-2008年间维莱弗朗克人口变化图示

维莱弗朗克于2022年1月1日时的人口数量为299人。